# Taterillus pygargus
Taterillus pygargus és una espècie de mamífer rosegador de la família dels múrids. Viu a Gàmbia, el Níger i el Senegal. Els seus hàbitats naturals són les sabanes amb matolls i els matollars amb bardisses. Es creu que no hi ha cap amenaça significativa per a la supervivència d'aquesta espècie, encara que durant les dècades del 1970 i 1980 retrocedí per l'aridificació del Sahel occidental.